# マックス・ウンガー (音楽学者)
マックス・エルンスト・ウンガー（Max Ernst Unger 1883年5月28日 - 1959年12月1日）は、ドイツの音楽学者。数多くの主題に関して著作を遺しているが、主にルートヴィヒ・ヴァン・ベートーヴェンの生涯と作品に関する広範な研究と著書によって知られる。
ウンガーは工場主の息子としてタウラに生まれた。1904年から1906年にかけてライプツィヒ音楽院で学び、1908年にライプツィヒ大学に進学した。ここでハインリヒ・ツェルナーとフーゴー・リーマンに師事している。1911年の博士課程修了に際してはムツィオ・クレメンティに関する博士論文を提出、第一次世界大戦従軍後の1919年と1920年には新音楽時報の編集者を務めた。1932年から1939年の間はチューリッヒに居を構え、地元の実業家であるハンス・コンラート・ボドマーが蒐集した貴重なベートーヴェンのコレクションを目録にまとめた。コレクションは後にボンのベートーヴェン・ハウスに遺贈されることになる。1939年、ピサ県のヴォルテッラに移る。1935年にドイツ文化闘争同盟から「音楽的ボリシェヴィキ」との非難を受けながらも、1942年もしくは1943年のはじめに全国指導者ローゼンベルク特捜隊やAmt Rosenbergに協力している。ウンガーの役目は占領下パリにおいてユダヤ人から押収された楽譜を目録化することであり、そうした中には避難したハープシコード奏者のワンダ・ランドフスカの私的なコレクションも含まれていた。
ウンガーは1957年にイタリアからチューリッヒへ戻り、この地で没した。彼は20世紀前半の最も重要なベートーヴェン学者であると考えられている。彼の書物と原稿は1961年にベートーヴェン・ハウスに引き取られた。

## 著作
- Auf Spuren von Beethovens „Unsterblicher Geliebten“, Langensalza 1910
- Muzio Clementis Leben, Langensalza 1913
- Beethoven über eine Gesamtausgabe seiner Werke, Bonn 1920
- Ludwig van Beethoven und seine Verleger S. A. Steiner und Tobias Haslinger in Wien, Ad. Mart. Schlesinger in Berlin, Berlin und Wien 1921
- Beethovens Handschrift, Bonn 1926
- Eine Schweizer Beethoven-Sammlung. Katalog, Zürich 1939 (Katalog der Sammlung H. C. Bodmer)
- Ein Faustopernplan Beethovens und Goethes, Regensburg 1952